# Jean-Baptiste-François de Bourgeon
Pour les articles homonymes, voir Bourgeon.
Jean-Baptiste-François de Bourgeon, né le 12 mai 1757 au Perray et mort le 4 juin 1843 à Paris, est un homme politique français.

## Biographie
Né au Perray le 12 mai 1757, Jean-Baptiste-François Bourgeon est le fils de Françoise Courtois et de Jean-Baptiste Bourgeon, receveur des aides.
Jean-Baptiste-François Bourgeon est très vraisemblablement l'auteur d'un conte en vers intitulé La Prédiction accomplie, signé « Bourgeon du Perray » et publié dans l’Almanach des Muses de 1782.
Avant le 10 août 1792, Bourgeon est agent général de la direction de la maison et de la liste civile du roi Louis XVI.

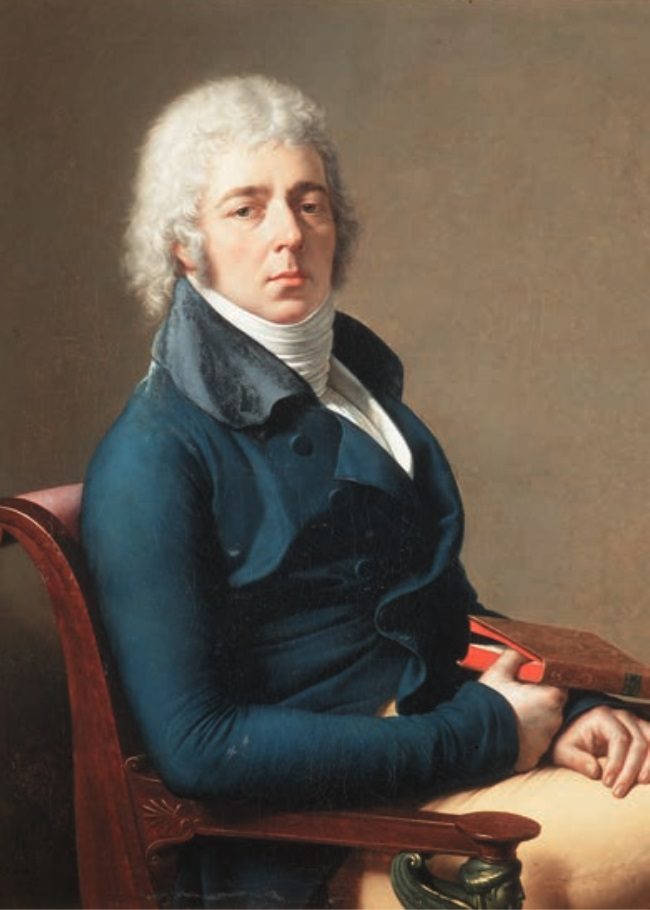
Anne-Louis Girodet, Portrait du citoyen Bourgeon, Salon de 1800 (Saint-Omer, Musée de l'hôtel Sandelin)

Bourgeon est l'ami du peintre Girodet, qui a réalisé son portrait, exposé au Salon de 1800 sous le titre Portrait du C[itoyen] B[ourgeon] (no 167). Bourgeon y est représenté assis dans un fauteuil de style Directoire et tenant un exemplaire du De Amicitia de Cicéron. Le tableau est conservé depuis 1921 au Musée de l'hôtel Sandelin à Saint-Omer (Pas-de-Calais). Une copie d'atelier, limitée au buste, en a été effectuée (Paris, galerie Alexis Bordes).
Le 21 février 1801, à la mairie de l'ancien 3e arrondissement de Paris, Bourgeon, qui habite alors à Chartres, épouse Marie-Madeleine Couturier (1761-18..), veuve de Guillaume Couturier. Ce dernier, condamné à mort et guillotiné le 8 mai 1794, aux côtés de 27 autres anciens fermiers généraux, dont Lavoisier, avait acquis le château de Boissy-le-Sec lors de la Révolution. Le château ayant été récupéré par Marie-Madeleine sous le Directoire, celle-ci s'y installe avec son second mari, qui y fait réaliser d'importants travaux en 1802.
En 1805, au début du Premier Empire, Bourgeon est nommé maire de la commune de Boissy-le-Sec. Il reste à ce poste jusqu'en 1834. Il est également membre du conseil de l'arrondissement d'Étampes.
En tant que maire et surtout en tant qu'ancien fonctionnaire ayant servi Louis XVI, Bourgeon est anobli avec le rang d'écuyer par le roi Louis XVIII, qui signe en à cette fin une ordonnance royale le 11 juin 1816 puis des lettres patentes le 6 juillet suivant. Bourgeon est désormais autorisé à ajouter la particule nobiliaire « de » à son patronyme et à porter les armoiries suivantes : D'Azur au lévrier assis et accolé d'argent sur une terrasse du même, au chef d'or, chargé de deux tiges de lys au naturel posées en sautoir. L'écu timbré d'un casque taré de profil, orné de ses lambrequins. Quatre ans plus tard, le 9 juin 1820, il est nommé chevalier de la Légion d'honneur.
Par ordonnance royale du 26 juin 1822, Jean-Baptiste-François de Bourgeon est nommé membre du conseil général de la Seine en remplacement du vicomte de Lamoignon, démissionnaire. Il occupe cette fonction jusqu'à la Révolution de juillet 1830.
Habitant à Paris, au no 97 de la rue Neuve-des-Petits-Champs, il y meurt le 4 juin 1843. Il est inhumé deux jours plus tard au cimetière du Père-Lachaise (24e division). Le journal légitimiste La Quotidienne déplore la perte « d'un royaliste éclairé et fidèle ».
Les opinions légitimistes de M. de Bourgeon étaient partagées par son fils, Jules de Bourgeon (d) (1805-1870), juge-auditeur à Chartres sous Charles X, auteur d'un éloge du duc d'Enghien distingué d'une première mention par la Société royale des bonnes-lettres le 30 mai 1827.